# Памятник Кара Караеву
Памятник Кара Караеву (азерб. Qara Qarayevin heykəli) — монумент композитору Кара Караеву в Баку.

## Описание
Высота памятника — 3,5 метров. Материал — гранит.
Памятник находится за кинотеатром «Низами», рядом с Бакинской музыкальной академией и жилым домом, где жил композитор.
Авторами памятника являются народный художник Азербайджана, скульптор Фазиль Наджафов и заслуженный архитектор Азербайджана Рагим Сейфуллаев.
Перед началом работы скульптор Фазиль Наджафов изучил жизнь и творчество Кара Караева, по словам скульптора: «Музыка Караева пропитала мою душу», он понимал, что статуя должна быть сложной, неоднозначно воспринимаемой, нести в себе что-то новое, нетрадиционные черты.
Изначально думали создать скульптуру быстро, авторы планировали, что статуя будет сидящей или стоящей на ногах фигурой, но было выполнено несколько вариантов, работа заняла три года.

Скульптор пытался воплотить в граните не только личность композитора, но и суть его искусства, музыку; музыка, вырвавшись из камня, распространяется в воздух, падая на плиту площади, принимает форму нот вальса из балета «Семь красавиц» — именно этим украшен ковер. На боковой стороне, рядом с ногами композитора, расположен старый город, скорее всего Ичери Шехер, задняя поверхность решена в другом стиле. Это большая поверхность, обработанная многочисленными сюжетами, где изображены любимые герои композитора: Дон Кихот, сражающийся с мельницей в правом верхнем углу, Меджнун, пленный любви в нижней яме, когда он способен на все, что отделяет ашуг-Машу в центре, и ряд других фигур.— Эфендизаде Рена Махмудовна

### Открытие
Церемония открытия памятника композитору Кара Караеву состоялась 3 февраля 2014 года с участием президента Азербайджана Ильхама Алиева, первой леди Мехрибан Алиевой, сына композитора Фараджа Караева.